# Щёлковский проезд
Щёлковский прое́зд (до 1 марта 1960 года — проекти́руемый прое́зд № 3394) — проезд, расположенный в Восточном административном округе города Москвы на территории района Северное Измайлово.

## История
Проезд получил современное название по прилеганию к Щёлковскому шоссе, названному по его направлению к городу Щёлково. До 1 марта 1960 года назывался проекти́руемый прое́зд № 3394.

## Расположение
Щёлковский проезд проходит от площади Викторио Кодовильи, граничащей с юга с Сиреневым бульваром, на северо-запад до Щёлковского шоссе, за которым продолжается как Монтажная улица. Нумерация домов начинается от площади Викторио Кодовильи.

## Примечательные здания и сооружения
По нечётной стороне:
По чётной стороне:

## Транспорт

### Автобус
- 34: от площади Викторио Кодовильи до Щёлковского шоссе
- 230: от площади Викторио Кодовильи до Щёлковского шоссе

### Метро
- Станция метро «Щёлковская» Арбатско-Покровской линии — восточнее проезда, на пересечении Щёлковского шоссе и 9-й Парковой улицы